# Asie latine
L’Asie latine est l'un des noms donnés par certains historiens à la province romaine de l'Asie, en Asie Mineure (Anatolie occidentale), qui fait aujourd'hui partie de la Turquie. Elle a également été appelée Micro Asie. C'était la première possession romaine sur le continent asiatique.
Actuellement, l'expression Asie latine, est surtout utilisée par les universitaires français comme Pierre Rousset pour désigner les possessions coloniales françaises en Asie, dont le Vietnam, le Cambodge et le Laos. L'utilisation de l'expression est également étendue aux Philippines et au Timor oriental. Le Liban n'est pas inclus dans cette définition en dépit de l'utilisation dans ce pays de la langue française comme langue administrative.

## Pays d'Asie latine
Deux pays d'Asie ont reconnu leur culture latine et sont membres de l'Union latine : le Timor oriental et les Philippines.

## Timor oriental
Timor oriental, où la majorité de la population parle tetum, une langue qui a emprunté un grand nombre de mots portugais, ainsi que certaines de ses formes grammaticales. La tradition de la langue portugaise au Timor oriental remonte à plus de 400 ans, à partir du moment où les premiers explorateurs portugais sont arrivés dans l'île. En conséquence, le portugais est également la langue officielle de ce pays. En outre, le Timor oriental est membre de la Communauté des Pays de Langue Portugaise (CPLP), également connue sous le nom de la Communauté lusophone.
En 2005, l'ancien Premier ministre du Timor oriental, Mari Alkatiri, a utilisé l'expression Asie Latine pour se référer à la culture unique de son pays : « Le Premier ministre a invité les dirigeants de visite pour explorer le Timor-Leste et l'expérience unique de culture de l’Asie Latine qui se peut trouver ici ».

## Philippines
Les Philippines qui étaient gouvernés par l'Espagne pendant trois siècles jusqu'à l'arrivée des Américains en 1898 et où il existe d'importantes populations hispanophones. Plusieurs créoles espagnols sont les langues parlées dans les Philippines aujourd'hui, tous les appelés Chavacano. 
Ce sont: 
- Chavacanos de Luçon: 
  - Caviteño, parlé à Cavite.
  - Ternateño, parlé à Cavite.
  - Ermitaño, autrefois parlée dans Ermita, Manille, aujourd'hui disparu.
- Chavacanos de Mindanao: 
  - Zamboangueño (360000)
  - Cotabateño
  - Davaoeño

Les Philippines sont appelés Asie Latine dans certains milieux academique, tels que l'Église catholique et de certaines ONG,,,.
Bien qu'en recul de quelques décennies, en raison de l'influence américaine, les Philippines sont maintenant utiliser son influence culturelle latine comme une marque commerciale de différencier ses villes de toutes autres villes d'Asie. Le cas le plus représentatif est la ville de Zamboanga, qui a reçu le titre de Ville d'Asie du latin. Certaines même disent que les Philippines sont le seul pays latino-asiatique.

## Autres pays d'Asie

### Le cas de Macao
Macao peut être considéré comme faisant partie de l'Asie latine. Le portugais est l'une des langues officielles de Macao. Les panneaux de signalisation sont à la fois en portugais et en langue chinoise, il existe des stations de radio qui émettent en portugais et des journaux sont publiés en portugais. En fait, le premier journal en Chine est un journal en langue portugaise fondée au 12 septembre 1822 à Macao par Paulino Da Silva.
Le portugais n'est parlé que par la minorité macanaise qui comprend environ 8 000 habitants.

### Vietnam, Cambodge et Laos
Ces pays reconnaissent l'influence française dans leur culture et de l'utiliser comme marque commerciale pour promouvoir leur tourisme et gastronomie. 